# Сафет Сушич
Са́фет Су́шич (босн. Safet Sušić, нар. 13 квітня 1955, Завидовичі, СФРЮ) — боснійський футбольний тренер, головний тренер французького «Евіана». У минулому — югославський футболіст, атакувальний півзахисник, насамперед відомий виступами за ФК «Сараєво», «Парі Сен-Жермен» та національну збірну Югославії.
Лауреат Ювілейної нагороди УЄФА як найвидатніший боснійський футболіст 50-річчя (1954—2003). Найкращий футболіст в історії клубу «Парі Сен-Жермен» (згідно з результатами опитування журналу France Football 2010 року). На чолі збірної Боснії і Герцеговини 2014 року став першим тренером, якому вдалося вивести цю команду до фінальної частини світової першості.

## Кар'єра футболіста

### Клубна кар'єра
Почав дорослу футбольну кар'єру у клубі «Сараєво» у 1973 році. У його складі відіграв 9 сезонів, поступово ставши ключовою фігурою в атакуючих побудовах команди. 1979 року визнавався найкращим югославським футболістом року. 
Незважаючи на своє ігрове амплуа атакуючого півзахисника в сезоні 1979-80 відзначився 17 забитими голами, ставши найкращим бомбардиром сезону в чемпіонаті Югославії. Того сезону «Сараєво», не в останню чергу завдяки грі Сушича, вибороло срібні нагороди національної першості.
1982 року гравець, який перебував на піку форми, перейшов до представника французької Ліги 1 клубу «Парі Сен-Жермен». У паризькому клубі також провів 9 сезонів, відзначившись 85 забитими голами та 61 результативною передачею у 343 матчах національного чемпіонату. Допоміг команді вибороти золоті медалі чемпіонату Франції в сезоні 1985-86 та Кубок Франції в сезоні 1982-83. Пізніше, у 2010, Сушич був визнаний журналом France Football найкращим футболістом в історії «Парі Сен-Жермен».
Завершив ігрову кар'єру в сезоні 1991-92 виступами за нижчолігову команду «Ред Стар» з передмістя Парижа Сент-Уан, до якої приєднався у 36-річному віці.

### Виступи за збірну
1977 року дебютував у складі національної збірної Югославії. Протягом кар'єри у збірній, яка тривала 13 років, відіграв за головну команду країни у 54 матчах, відзначився 21 забитим м'ячем. Брав участь у фінальних частинах чемпіонатів світу 1982 та 1990 років, а також чемпіонату Європи 1988 року.

## Кар'єра тренера
По завершенні активних виступів на полі залишився у Франції, де розпочав тренерську кар'єру, очоливши 1994 року клуб «Канн», який тренував до вересня 1995. 1996 року переїхав до Туреччини, ставши  головним тренером клубу «Істанбулспор», який лишень повернувся до Турецької Суперліги. Під керівництвом Сушича команда відразу ж стала одним з лідерів турецької першості, однак 1998 року тренер залишив Туреччину. 
Встигнувши попрацювати із саудівським клубом «Аль-Хіляль» протягом 2000—2001, Сушич у 2004 році повернувся до Туреччини, де до 2008 року попрацював із низкою досить посередніх клубів місцевого чемпіонату.
2010 року прийняв пропозицію Футбольної асоціації Боснії і Герцеговини очолити національну збірну цієї країни. Збірна під керівництвом Сушича не змогла пробитися до фінальної частини Євро-2012, проте за два роки неочікувано зайняла перше місце у своїй відбірковій групі на чемпіонат світу 2014 року, таким чином уперше в своїй історії кваліфікувавшись до фінальної частини великого міжнародного турніру. На полях Бразилії, де проходив мундіаль-2014, боснійці також виступили достойно, хоча й не подолали груповий етап змагання. Тож після завершення турніру, у липні 2014, контракт тренера було подовжено на два роки. Утім через невдалий старт збірної Боснії і Герцеговини у відборі до Євро-2016 вже 17 листопада 2014 року Сушича було звільнено з посади очільника тренерського штабу збірної.
13 липня 2015 року був призначений головним тренером французького друголігового клубу «Евіан».

## Досягнення та нагороди

### Командні
- Чемпіон Франції: 1985-86
- Володар Кубка Франції: 1982-83

### Особисті
- Найвидатніший боснійський футболіст 50-річчя (1954—2003)
- Найкращий футболіст в історії клубу «Парі Сен-Жермен»: 2010
- Найкращий футболіст Югославії: 1979